# Hexathelidae
Los hexatélidos (Hexathelidae) son una familia de arañas migalomorfas, la única familia en la superfamilia Hexatheloidea; es una de las dos familias (junto con Dipluridae) de las arañas conocidas como arañas tela de embudo. 

## Características
Estas arañas son relativamente grandes, con un cuerpo de 1 cm hasta 5 cm. Son de colores oscuros que van desde el marrón hasta el negro, con un caparazón brillante cubriendo la parte posterior del cuerpo. Como las ya mencionadas arañas Dipluridae, las hexatélidas tienen generalmente hileras largas. Los ojos de estas arañas están muy juntos.
Como otras migalomorfas estas arañas tienen con colmillos de los quelíceros que apuntan hacia abajo y no se cruzan mutuamente. Tienen grandes glándulas venenosas en los quelíceros, que son grandes y poderosos. 

## Distribución
La mayoría de los hexatélidos se encuentran en Australia, Nueva Zelanda y Asia. Una especie se encuentra en la región del Mediterráneo (la araña negra Macrothele calpeiana) y dos en Sudamérica. Dos especies aparecen en África Central.